# Agapanthia angelicae
Agapanthia angelicae là một loài bọ cánh cứng trong họ Cerambycidae.